# الريدة (أفلح اليمن)

تعديل مصدري - تعديل

الريدة هي إحدى قرى عزلة جياح بمديرية أفلح اليمن التابعة لمحافظة حجة، بلغ تعداد سكانها 141 نسمة حسب تعداد اليمن لعام 2004.